# Андреев, Олег Михайлович (актёр)
Оле́г Миха́йлович Андре́ев (род. 2 мая 1975, Дрезден, ГДР) — российский актёр театра, кино, озвучивания и дубляжа. Заслуженный артист Российской Федерации (2023).

## Биография
Родился 2 мая 1975 года в Дрездене, в офицерской семье. В 1998 году окончил Санкт-Петербургскую государственную академию театрального искусства (СПбГАТИ) курс народного артиста СССР Игоря Владимирова, в том же году был приглашён в труппу Санкт-Петербургского академического театра имени Ленсовета, где служит по настоящее время.
В кино дебютировал в 1999 году и с тех пор много снимается в кинофильмах и телесериалах.

### Личная жизнь
Жена — Анастасия (род. 1979).
Дочь Анна (род. 2003), сыновья Роман (род. 2009), Виктор (род. 2018).

## Творчество

### Театральные работы

#### Санкт-Петербургский академический театр имени Ленсовета
- «Калигула» (Альбер Камю) (режиссёр — Юрий Бутусов; Премьера: 9 октября 1998) — Сципион, молодой поэт[3][4][5]
- «Жак и его господин» (Милан Кундера) — молодой Отрапа
- «Братец Кролик на диком Западе» (Эдуард Гайдай) (режиссёр — Владислав Пази) — братец Гусь, шериф[6]
- «Лицо» (Ингмар Бергман) — полицейский
- «Трамвай „Желание”» (Теннесси Уильямс) — Пабло Гонсалес
- «Клоп» ( Владимир Маяковский) (режиссёр — Юрий Бутусов ; Премьера: 01 мая 2000)[7] — несколько ролей
- «Трубадур и его друзья» (Василий Ливанов и Юрий Энтин) — разбойник, начальник охраны
- «Кот в сапогах» (Шарль Перро) — Людоед
- «Шутки Птушкиной» (Надежда Птушкина) — Дрон, жених Ани
- «На бойком месте» (А. Н. Островский) — Гришка, человек Миловидова
- «Фро» (Андрей Платонов) — Помощник машиниста
- «Малыш и Карлсон, который живёт на крыше» (Астрид Линдгрен) — Филле, «первоклассный» квартирный вор и хулиган
- «Мнимый больной» (Ж.-Б.Мольер) — Клеант, возлюбленный Анжелики
- «Заговор чувств» (Юрий Олеша) — немец Харман
- «Варвары» (Максим Горький) — Притыкин Архип Фомич, купец, лесопромышленник
- «Заповедник» (Сергей Довлатов) — Стасик Потоцкий, беллетрист и экскурсовод
- «Мавр» (сценическая версия по пьесе У.Шекспира) — Отелло, благородный мавр, полководец
- «Владимирская площадь» (опера по мотивам Ф. М. Достоевского) — Степан Терентьевич Сизобрюхов, молодой купчик
- «Приглашение в замок» (Жан Ануй) — Патрис Бомбель, секретарь Мессершмана, любовник леди Доротеи
- «Ревизор» (Н. В. Гоголь) — Аммос Федорович Ляпкин-Тяпкин, судья
- «Смешные деньги» (Рэй Куни) — Виктор Джонсон
- «Фредерик, или Бульвар преступлений» (Эрик-Эммануэль Шмит) — Паризо, первый любовник в драмах
- «Чеховъ. Водевиль» (А. П. Чехов) — Шипучин Андрей Андреевич, председатель правления N-ского Общества взаимного кредита
- «Казимир и Каролина» (Эден фон Хорват) — Человек во фраке
- «Я боюсь любви» (Елена Исаева) — Лёша
- «Три сестры» (А. П. Чехов) (режиссёр — Юрий Бутусов; Премьера: 04.02.2014) — Вершинин Александр Игнатьевич, подполковник, батарейный командир
- «Август: графство Осейдж» (Трейси Леттс) — Стив Хайдебрехт, бизнесмен из Флориды, жених Карен
- «The Demons» (Ларс Нурен) — Томас
- «Русская матрица» (Андрей Прикотенко) — Гора-Богатырь
- «Куприн и К°» (А. И. Куприн) — Завалишин, Актёр
- «Вишневый сад» (А. П. Чехов) — Гаев Леонид Андреевич, помещик и аристократ, брат Раневской (Премьера: 3 июня 2022)
- «Бешеные деньги» (А. Н. Островский) — Иван Петрович Телятев, неслужащий дворянин  (Премьера: 25 ноября 2023)
- «Чехов. Хочется жить!» (А. П. Чехов) — несколько ролей (Премьера: 29 июня 2024)

#### Санкт-Петербургский театр Комедии имени Н. П. Акимова
- 1998 — «Конёк-горбунок» (Пётр Ершов) — Иван, младший сын

### Антреприза
- «Смерть Тарелкина» (А. Сухово-Кобылин) режиссёр Юрий Бутусов — Качала, мушкетер богатырских размеров
- «Трое на качелях» (Луиджи Лунари) — Командор

### Фильмография
- 1999 — Улицы разбитых фонарей. Менты-2 (серия № 20 «Раритет») — «браток» водитель
- 2001 — Сказ про Федота-стрельца — стрелец, Ангел-телохранитель царя
- 2001 — Бандитский Петербург (Фильм № 3 «Крах Антибиотика») — оперуполномоченный РУОП
- 2001 — Кобра (Фильм № 3 «Груз») — сотрудник таможенной службы
- 2001 — Убойная сила 3 (фильм «Предел прочности») — Генка «Философ»
- 2001 — Улицы разбитых фонарей. Менты-3 (серия № 14 «Новые веяния») — сантехник
- 2001 — Ниро Вульф и Арчи Гудвин (Фильм № 4 «Дело в шляпе») — Юджин Орвин
- 2002 — Агентство «Золотая пуля» (Фильм № 13 «Дело о службе новостей») — Михаил (Майкл), монтажёр
- 2002 — Спецназ-1 (серия № 2 «Засада») — Зубов, майор спецназа Внутренних войск
- 2002 — Агентство (серия № 14 «Пау-Вау») — Татоко, вождь индейского племени
- 2003 — Ключ от спальни— канонир «полуденной пушки»
- 2003 — Линии судьбы — Олег, кинорежиссёр
- 2003 — Чисто по жизни(серия № 16 «Пластическая операция») — официант
- 2003 — Три цвета любви — водитель Макса Соколова
- 2004 — Мужчины не плачут — Вадим Седельников, старший лейтенант милиции
- 2004 — Своя чужая жизнь — чекист
- 2005 — Большая прогулка(серии № 2, № 3) — милиционер Сережа
- 2005 — Мужчины не плачут 2 — Вадим Седельников, капитан милиции
- 2005 — Принцесса и нищий — Федя, скупщик краденого
- 2006 — Алька — Сенечкин, сержант, командир разведвзвода морской пехоты
- 2006 — Ментовские войны-3 (Фильм 1 — «Казаки-разбойники») — Борис Гуляшин («Гуляш»), налетчик
- 2006 — Опера. Хроники убойного отдела-2 (фильм № 16 «Фото на память») — Илья Черкасов
- 2006 — Столыпин… Невыученные уроки —  Борис фон Бок — капитан I ранга, морской атташе в Берлине
- 2006 — Свой-чужой — Володя Потёмкин, оперуполномоченный
- 2007 — Семь кабинок — Александр, охранник
- 2007 — Ветка сирени — Фёдор Иванович Шаляпин, русский оперный и камерный певец (высокий бас)
- 2007 — Братья — охранник
- 2007 — Морские дьяволы 2 (серия № 11 «Тайна старого затона») — Алексей Шмаков, водолаз
- 2007 — Попытка к бегству (Фильм № 2 «Чужое дежурство») — Игорь Парадов, оперативник уголовного розыска
- 2007 — Юнкера — Арбузов, борец, артист цирка
- 2008 — Двое из ларца 2 (Фильм № 5 «Миллионер»)— Сергей Смирнов, похититель
- 2008 — Каменская 5 — Павел Михайлович Дюжин, капитан милиции, стажер аналитического отдела
- 2008 — Холодное солнце — таксист у свадебного салона
- 2008 — Мы поженимся, в крайнем случае созвонимся — Михаил
- 2008—2009 — Дилер — Андрей Дорогов
- 2008—2017 — Улицы разбитых фонарей (9-й — 16-й сезоны) — Андрей Васильевич Рыданов, старший лейтенант милиции (затем — капитан полиции), сотрудник убойного отдела Межрайонного УВД
- 2009 — Питерские каникулы — бандит
- 2009 — Суд (серия № 16 «Ведущий-ведомый») — Женя, друг Инги
- 2009 — Черта — Евгений Бородулин
- 2010 — Робинзон — Олег «Тупик»
- 2010 — Семейный дом — Толик, водитель Карины Львовны
- 2011 — Каменская 6 — Павел Михайлович Дюжин, капитан милиции, следователь аналитического отдела
- 2012 — Поклонница — Михаил Фёдорович Авилов, муж русской писательницы Лидии Авиловой
- 2012 — Братство десанта — Иван Сергеевич Сомов, таксист, десантник и сослуживец Дёмина
- 2012 — Подземный переход — Вячеслав Николаевич, любовник Нины Ефимовны
- 2012 — Дед Иван и Санька — Засядько, капитан милиции
- 2013 — Бездна — Стас Владимиров, художник, друг семьи Варламовых
- 2013 — Папа в законе — Иван, следователь
- 2013 — Женщины на грани — Паша / Павел Бередник
- 2013 — Маяковский. Два дня — Корней Чуковский, русский поэт и литературный критик
- 2014 — С небес на землю — Владимир Береговой, начальник компьютерного отдела издательства
- 2014 — Морские дьяволы. Смерч 2 (фильм № 1 «Станционный смотритель») — Игорь Латышев, зам. начальника охранного предприятия
- 2014 — Половинки невозможного — Захар Акимов, майор
- 2015 — Неразрезанные страницы — Владимир Береговой, начальник компьютерного отдела издательства
- 2015 — Один день, одна ночь — Владимир Береговой, начальник компьютерного отдела издательства
- 2016 — Следователь Тихонов (фильм № 2 «Ощупью в полдень»)— Панаев, следователь Бабушкинского РОВД
- 2016 — Ментовская сага — Игорь Агеев, майор, начальник ОРБ (Оперативно-Розыскного Бюро)
- 2017 — Архитектор — художник
- 2017 — Пять минут тишины — Николай Петров, капитан, спасатель МЧС
- 2017 — 2018 — Пять минут тишины. Возвращение — Николай Петров, капитан, спасатель МЧС
- 2018 — Сильная ты — Василий
- 2019 — Кумир — Сергей Станиславович Ржанов, штатный фотограф газеты Спорт СССР
- 2019 — Пять минут тишины. Новые горизонты — Николай Петров, капитан, спасатель МЧС
- 2020 — Психология преступления. Эра стрельца — Пётр Андреевич Воловой
- 2021 — Пять минут тишины. Cимбирские морозы — Николай Петров, майор, спасатель МЧС
- 2021 — Спросите медсестру — Игорь Николаевич, главный врач столичной клиники
- 2021 — Первый отдел (2-й сезон) — Cергей Юрьевич Морозов, полковник ГСУ СК РФ
- 2021 — Ворона. Тень справедливости — Андрей Николаевич Верещагин, генерал юстиции, Руководитель Следственного Комитета по СПб
- 2021 — Орлинская. Тайна Венеры — Федор Капустин, водитель маршрутного такси «ЛиТра»
- 2021 — Орлинская. Стрелы Нептуна — Федор Капустин, водитель маршрутного такси «ЛиТра»
- 2022 — Лица не раскрывать  — Михаил Сергеевич Коновалов, Заведующий отделением кардиохирургии, друг Ильи
- 2022 — Первый отдел-2 — Cергей Юрьевич Морозов, полковник юстиции, старший следователь по особо важным делам первого отдела Второго следственного управления ГСУ СК России
- 2023 — Первый отдел-3 — Cергей Юрьевич Морозов, полковник юстиции, старший следователь по особо важным делам первого отдела Второго следственного управления ГСУ СК России
- 2023 — Пять минут тишины. Море и горы — Николай Петров, майор, спасатель МЧС
- 2023 — Орлинская.Козни Амура — Федор Капустин, водитель маршрутного такси «ЛиТра»
- 2023 — Орлинская.Молния Зевса — Федор Капустин, водитель маршрутного такси «ЛиТра»
- 2024 — Первый отдел-4 — Cергей Юрьевич Морозов, полковник юстиции, старший следователь по особо важным делам первого отдела Второго следственного управления ГСУ СК России
- 2024 — Держись солнца
- 2024 — Космическая собака Лида (в производстве)
- 2025 — Первый отдел-5 — Cергей Юрьевич Морозов, полковник юстиции, старший следователь по особо важным делам первого отдела Второго следственного управления ГСУ СК России (в производстве)
- 2025 — Орлинская. Нити Мойры — Федор Капустин, водитель маршрутного такси «ЛиТра» ( в производстве)
- 2025 — Орлинская. Песнь Сирены— Федор Капустин, водитель маршрутного такси «ЛиТра» ( в производстве)
- 2025 —  Пять минут тишины. Леса и реки  — Николай Петров, майор, спасатель МЧС ( в производстве )

### Дубляж и озвучивание
- 1998 — 101 далматинец — Том Конуэй — Quizmaster / Collie
- 2004 — Агент Коди Бэнкс 2: Пункт назначения — Лондон — Дерек Баум (роль Энтони Андерсона)
- 2008 — Макс Пэйн — Макс Пэйн (роль Марка Уолберга)
- 2006 — Ментовские войны-3 (фильм № 2, № 3) — озвучивал несколько ролей
- 2008 — Ментовские войны-4 — Никольский (роль Олега Метелева)

## Награды и признание
- 2000 — диплом II Международного фестиваля античной драмы „Боспорские агоны“ (город Керчь, Крым) — За исполнительское мастерство, творческий поиск и популяризацию историко-культурного наследия (спектакль «Калигула»).
- 2020 — национальная премия кино и моды CINEMA FASHION — «За вклад в кино».
- 2022 — Благодарность Губернатора «За многолетний добросовестный труд и большой вклад в развитие культуры и театрального искусства Санкт-Петербурга».
- 23 ноября 2023 — Заслуженный артист Российской Федерации — за заслуги в развитии отечественной культуры и искусства, многолетнюю плодотворную деятельность[8].